# Regiões do Níger
O Níger é dividido em sete regiões  Cada capital tem o mesmo nome que o seu respectivo departamento. 

## Regiões atuais
- Agadez
- Diffa
- Dosso
- Maradi
- Tahoua
- Tillabéri
- Zinder

Além disso, a capital nacional, Niamey, compreende um distrito capital.

## Atual estrutura administrativa
As Regiões são subdivididas em Departamentos e comunas. Em 2005, havia 36 departamentos, divididos em 265 comunas, 122 cantões e 81 agrupamentos. As duas últimas categorias abrangem todas as áreas não abrangidas por Comunas urbanas (população com mais de 10000) ou Comunas rurais (população com menos de 10.000), e são reguladas pelo Departamento, ao passo que as Comunas têm (desde 1999) conselhos e prefeitos eleitos. A subdivisão semi-autónoma adicional inclui  Sultanatos, Províncias e Tributários (tribus).  O governo do Níger faz estimativa que há um adicional de 17.000 aldeias administradas pelas Comunas rurais, que, embora haja um número de Quartiers (boroughs  ou bairros) administrados pelas Comunas urbanas.

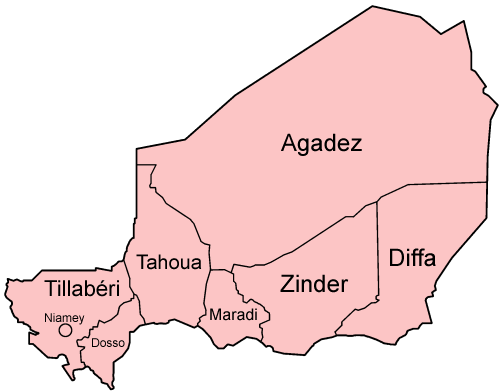
Regiões do Níger

## Reestruturação
Antes do programa de devolução em 1999-2006, essas regiões foram denominadas Departamentos. Confusamente, o próximo nível abaixo (Arrondissements) foi renomeado como Departamentos. 

### 1992 divisão
O departamento de Tillabéri foi criado em 1992, quando a Região Niamey (então chamada de "departamento") foi dividida, com a área imediatamente fora de Niamey renomeada como capital district.

## Evolução Histórica
Antes da independência, o Níger foi dividido em dezesseis Cercles como divisões de administração de segundo nível: Agadez, Birni N'Konni, Dogondoutchi, Dosso, Filingué, Gouré, Madaoua, Magaria, Maradi, N'Guigmi, Niamey, Tahoua, Téra, Tessaoua, Tillabéry, e Zinder. Suas capitais tinham os mesmos nomes que o cercle.
Após a independência, a Lei de 31 de dezembro de 1961 da organização territorial criou 31 circonscriptions. Os 16 cercles coloniais continuaram existindo e serviram como um nível de divisão acima dessas circunscrições. Quatro cercles (Dogondoutchi, Filingué, N'Guigmi e Téra) tinham apenas uma circunscrição. A Law of August 14 1964 em seguida, reorganizou o país em sete departamentos, adotando o sistema francês de nomeação de segundo nível, em contraste com o vizinho Mali, que manteve a liderança colonial. Cercles and Regiões.